# Trastorn del neurodesenvolupament
Els trastorns del neurodesenvolupament són un conjunt d'afeccions mentals les quals produeixen alteracions en el desenvolupament de l'individu. Les deficiències afecten el funcionament personal, social, acadèmic i ocupacional. Les seves causes poden ser congènites (mutacions genètiques, defectes hereditaris del metabolisme), prenatals (infeccions o anomalies nutricionals maternes), perinatals (complicacions durant el part, en especial la hipòxia fetal) o postnatals (traumatisme cranioencefàlic, meningitis infecciosa o exposició del nounat a tòxics ambientals, per exemple). En certs casos, però, l'etiologia d'aquests trastorns és complexa i relacionable amb la interacció de diferents factors i de vegades no és possible determinar-la clarament.
Sovint els trastorns del neurodesenvolupament es manifesten ja en la infància i en comorbiditat amb d'altres. Alguns dels més coneguts són: discapacitat intel·lectual, trastorns de la comunicació, trastorn de l'espectre autista, trastorn per dèficit d'atenció/hiperactivitat, trastorn específic de l'aprenentatge, i trastorns motrius, com ara trastorns de la coordinació motora, trastorns caracteritzats per moviments estereotipats o trastorns caracteritzats per tics, incloent-hi la síndrome de Tourette.
El maneig dels trastorns del neurodesenvolupament és multidisciplinari i depèn del tipus de trastorn i els símptomes que predominen en cada cas. Per regla general, inclou l'ús combinat de fàrmacs i de diverses teràpies no medicamentoses. Establir precoçment un programa adequat d'intervenció educativa pel pacient i els seus familiars és una eina terapèutica fonamental.